# 丸中康司
丸中 康司（まるなか こうじ、5月2日 - ）は、日本の男性声優。鳥取県鳥取市出身。賢プロダクション所属。

## 略歴
学生時代は生徒会長を務め、部活は体操競技に励み、学業では英語が得意であった。関西学院大学英米学専修に進学後は英語を専門的に学んでいた。
地元・鳥取で英語教師をすることが決まっていたが、声優になるために上京する。
2016年、アミューズメントメディア総合学院声優学科卒業。
かつてはアップアンドアップスに所属していた。その後スクールデュオを卒業し、2020年4月1日より賢プロダクションに所属。

## 人物
趣味・特技は鳥取弁、麻雀、将棋、バク転、韓流ドラマ、体操、バレーボール、ONE PIECE。
資格は実用英語技能検定2級、TOEIC790点、普通自動車第一種運転免許、中学校・高等学校教諭一種免許状。
生き物が大好きで、特に爬虫類、両生類、昆虫が好き。最近のマイブームはオオサンショウウオ。

## 出演

### テレビアニメ
2021年
- 恋と呼ぶには気持ち悪い（男性）
- 出会って5秒でバトル（調理の人）

2022年
- 名探偵コナン（2022年 - 2023年、上司、係員、警官）

2023年
- ノケモノたちの夜（団員）
- マッシュル-MASHLE-（2023年 - 2024年、試験官、先生、生徒、市民） - 2シリーズ
- 冒険大陸 アニアキングダム（パラサウロロフス）
- アイドルマスター シンデレラガールズ U149（薫の父）
- スパイ教室
- ニンジャラ（兵士）
- 『ヒプノシスマイク-Division Rap Battle-』Rhyme Anima +（Doggy Dog Bow!）

2024年
- 異世界でもふもふなでなでするためにがんばってます。（町人）
- 終末トレインどこへいく?（住人、オタネニンジン）
- リンカイ!（係員）
- 魔王学院の不適合者 II 〜史上最強の魔王の始祖、転生して子孫たちの学校へ通う〜（竜人、八歌賢人、教皇）
- 魔法科高校の劣等生（古式魔法師）
- 甘神さんちの縁結び（男性教師）
- ダンダダン（英語教師）

2025年
- Übel Blatt〜ユーベルブラット〜（警備隊長）
- チ。-地球の運動について-（騎士団）
- キン肉マン 完璧超人始祖編（博士）
- TO BE HERO X（消防士、連合会隊員）
- 忍者と殺し屋のふたりぐらし（悪魔）
- ぷにるはかわいいスライム（キュティランド来場客）
- クレバテス-魔獣の王と赤子と屍の勇者-（山賊）
- 鬼人幻燈抄（男）

### 劇場アニメ
- 劇場版 オーバーロード 聖王国編（2024年）

### Webアニメ
- MONSTERS 一百三情飛龍侍極（2024年、村人たち）
- SAND LAND: THE SERIES（2024年、フォレストランド王国軍兵士）

### ゲーム
- リネージュII（マルカ、カルドス）
- 東京放課後サモナーズ（2016年、崎守トウジ〈初代〉、アザゼル〈初代〉、ニャルラトテプ〈初代〉[7]）
- アルケミアストーリー（2017年、サンテ、魔物将軍）
- 七つの大罪 光と闇の交戦：グラクロ（2018年、イーゼンステイン兵 他）
- 刀使ノ巫女 刻みし一閃の燈火（2018年、有識者 他）
- WAR OF THE VISIONS ファイナルファンタジー ブレイブエクスヴィアス 幻影戦争（2019年）
- セブンナイツ2（2020年、カンベロ、ガーゴイル 他）
- TRAHA（2020年）
- フォーセイクンワールド：神魔転生（2021年、アルトロス、オットー 他）
- くちなしアンプル（2021年、管理人さん[8]）
- スターメロディー ユメミドリーマー（2022年、ビックベアムマ 他）
- ファイナルファンタジーVII リバース（2024年）
- オーバーウォッチ2（2025年、スタジアム実況アナウンサー[9]）

### BLCD
- みなと商事コインランドリー（実況、アナウンサー）

### 吹き替え

#### 映画
- アサシン・クラブ
- 陰謀の街 ワンダー（レイランド）
- オハナ（クア・カウェナ〈ブラッド・カリリモク〉）
- アンホーリー 忌まわしき聖地
- 観察者（隣人男 他）
- クレイグスリスト・キラー
- 獣の棲む家（施設職員、少年 他）
- サンゲリア（パイロット[10]）※BD版
- 自由への道（ノウルズ）
- スーパーヒーローへの道（ギヨー 他）
- ステップ・アップ・イヤー・オブ・ザ・ダンス（ホー・チュアン）
- 素晴らしき、きのこの世界（英語版）（スティーブン・ロス 他）
- セプテンバー5
- 時の面影（ジェイコブズ 他）
- ナイトメア・アリー[11]
- ベスト・フレンズ・エクソシズム（ジョナ）
- 僕が跳びはねる理由（ローランド）
- マーベルズ（捜査官1[12]）
- 真夜中のマグノリアで（ハンター）
- モンスター・エージェント ネリーの奇妙な冒険（英語版）（ハンニバル）
- You vs. Wild -究極のサバイバル術-: 失われた記憶（ジョー）
- リトル・ラブ・オブ・マイン（サイモン 他）

#### ドラマ
- アウターレンジ -領域外-（トレヴァー）
- アカプルコ（英語版）（ダビド）
- 暗黒と神秘の骨（フェデヨール）
- WITHOUT SIN 罪なき者（リー）
- WALKER/ウォーカー（ジャクソン）
- クイーン・オブ・ザ・サウス 〜女王への階段〜 シーズン4（ラジオ音声、駐車場係員）
- ザ・グローリー 〜輝かしき復讐〜（シン・ヨンジュン）
- ザ・スタンド（キャンピオン）
- SEAL Team/シール・チーム（ダニー）
- SPY CITY 〜ベルリン 1961〜（ジョージ・ブラザードン）
- スパニッシュ・プリンセス キャサリン・オブ・アラゴン物語 シーズン2（ヒューム、カルロス 他）
- DEBRIS / デブリ（英語版）（カスガ軍曹）
- POWER/パワー ブックII:ゴースト（シェフ）
- POWER/パワー ブックIII: レイジング・カナン（英語版）（ユニーク）
- POWER/パワー ブックIV: フォース（英語版）（ジュナール）
- ヒール: レスラーズ（英語版）（エドワード）
- BULL / ブル 法廷を操る男 シーズン5（スタラード）
- BRAVE NEW WORLD/ブレイブ・ニュー・ワールド（ダリオ 他）
- HALO（ハラル少佐）
- ペーパー・ハウス・コリア: 統一通貨を奪え（チョ・ヨンミン）
- 僕の失恋サバイバル術（ダニエル）
- マジシャンズ シーズン5（レイ）
- YOU -君がすべて-（英語版） シーズン3（ケアリー）
- リーシーの物語（英語版）（ロリー）
- 令嬢アンナの真実（英語版）（チェイス）

#### テレビ番組
- We Love Cats! 〜猫と人間の幸せな関係〜（マノリス、ダン 他）
- Car Masters: Rust to Riches シーズン3（ビッグディー、ダイス 他）

#### アニメ
- オクトノーツと地上のミッション（チャーリー）
- スピリット: 自由に駆け抜けて -ライディング・アカデミー- シーズン2（ドーソン、クラムホルト 他）
- ノディ おもちゃの国のめいたんてい（英語版）（パカパカコーン、カールトン）
- プリンセス・マヤと3人の戦士たち（ピチュ）
- 星つなぎのエリオ[13]

### ボイスオーバー
- 解明・ヒトラーの資金源
- BS世界のドキュメンタリー「9.11の子どもたち」
- ワールド極限ミステリー

### ナレーション
- いい地盤に住もう!ジバングー（Web広告ナレーション）
- ウォーキング・デッド:サバイバー（PR用ナレーション）
- 北光金属 企業VP
- コスミックエムイー 企業VP
- 狭山金型製作所 企業VP
- 田島軽金属 企業VP
- 比企オプティクス 企業VP
- マルイチ産商 社員密着ドキュメンタリー

### シリーズ一覧
1. ↑  第1期（2023年）、第2期『神覚者候補選抜試験編』（2024年）

### 初出話一覧
1. ↑  第7話初出
2. 1 2 3  第2話初出
3. ↑  第4話初出
4. ↑  第1話初出
5. ↑  第17話初出
6. 1 2  第21話初出
7. ↑  第22話初出
8. ↑  第3期 第12話初出
9. ↑  第10話初出
10. ↑  第11話初出
11. ↑  第20話初出
12. ↑  第3話初出
13. ↑  第12話初出
14. ↑  第8話初出
15. ↑  第13話初出
16. ↑  第14話初出